# Ахмет Гюльхан
Ахмет Гюльхан (тур. Ahmet Gülhan; нар. 28 березня 1977, Анкара) — турецький борець вільного стилю, переможець та бронзовий призер чемпіонатів Європи, переможець Кубку світу, чемпіон та срібний призер Універсіад, учасник Олімпійських ігор.

## Життєпис
Боротьбою почав займатися з 1990 року. Був бронзовим призером чемпіонату Європи 1997 року серед юніорів. Виступав за борцівські клуби «Aski» Анкара та «Amasya Şeker» Амасья.

## Спортивні результати на міжнародних змаганнях

### Виступи на Олімпіадах
| Змагання                                   | Збірна    | Вагова категорія          | Місце |
| ------------------------------------------ | --------- | ------------------------- | ----- |
| Боротьба на літніх Олімпійських іграх 2008 | Туреччина | вільна боротьба, до 74 кг | 9     |

### Виступи на Чемпіонатах світу
| Змагання                        | Збірна    | Вагова категорія          | Місце |
| ------------------------------- | --------- | ------------------------- | ----- |
| Чемпіонат світу з боротьби 1998 | Туреччина | вільна боротьба, до 69 кг | 11    |
| Чемпіонат світу з боротьби 2001 | Туреччина | вільна боротьба, до 69 кг | 5     |
| Чемпіонат світу з боротьби 2005 | Туреччина | вільна боротьба, до 74 кг | 18    |
| Чемпіонат світу з боротьби 2006 | Туреччина | вільна боротьба, до 74 кг | 15    |
| Чемпіонат світу з боротьби 2007 | Туреччина | вільна боротьба, до 74 кг | 22    |

### Виступи на Чемпіонатах Європи
| Змагання                         | Збірна    | Вагова категорія          | Місце  |
| -------------------------------- | --------- | ------------------------- | ------ |
| Чемпіонат Європи з боротьби 2000 | Туреччина | вільна боротьба, до 69 кг | 7      |
| Чемпіонат Європи з боротьби 2001 | Туреччина | вільна боротьба, до 69 кг | Золото |
| Чемпіонат Європи з боротьби 2004 | Туреччина | вільна боротьба, до 74 кг | 8      |
| Чемпіонат Європи з боротьби 2005 | Туреччина | вільна боротьба, до 74 кг | Бронза |
| Чемпіонат Європи з боротьби 2008 | Туреччина | вільна боротьба, до 74 кг | 10     |

### Виступи на Кубках світу
| Змагання                    | Збірна    | Вагова категорія          | Місце  |
| --------------------------- | --------- | ------------------------- | ------ |
| Кубок світу з боротьби 2001 | Туреччина | вільна боротьба, до 69 кг | Золото |

### Виступи на інших змаганнях
| Змагання                                                      | Збірна    | Вагова категорія          | Місце  |
| ------------------------------------------------------------- | --------- | ------------------------- | ------ |
| Чемпіонат світу з боротьби серед студентів 1998               | Туреччина | вільна боротьба, до 69 кг | Срібло |
| Чемпіонат світу з боротьби серед студентів 2000               | Туреччина | вільна боротьба, до 69 кг | Золото |
| Олімпійський кваліфікаційний турнір з боротьби 2004 (Софія)   | Туреччина | вільна боротьба, до 74 кг | 5      |
| Всесвітні ігри військовослужбовців 2007                       | Туреччина | вільна боротьба, до 74 кг | Золото |
| Олімпійський кваліфікаційний турнір з боротьби 2008 (Мартіні) | Туреччина | вільна боротьба, до 74 кг | 18     |
| Олімпійський кваліфікаційний турнір з боротьби 2008 (Варшава) | Туреччина | вільна боротьба, до 74 кг | Срібло |

### Виступи на змаганнях молодших вікових груп
| Змагання                                       | Збірна    | Вагова категорія          | Місце  |
| ---------------------------------------------- | --------- | ------------------------- | ------ |
| Чемпіонат Європи з боротьби серед юніорів 1995 | Туреччина | вільна боротьба, до 58 кг | 5      |
| Чемпіонат Європи з боротьби серед юніорів 1997 | Туреччина | вільна боротьба, до 65 кг | Бронза |